# Colonia Parque-Residencia

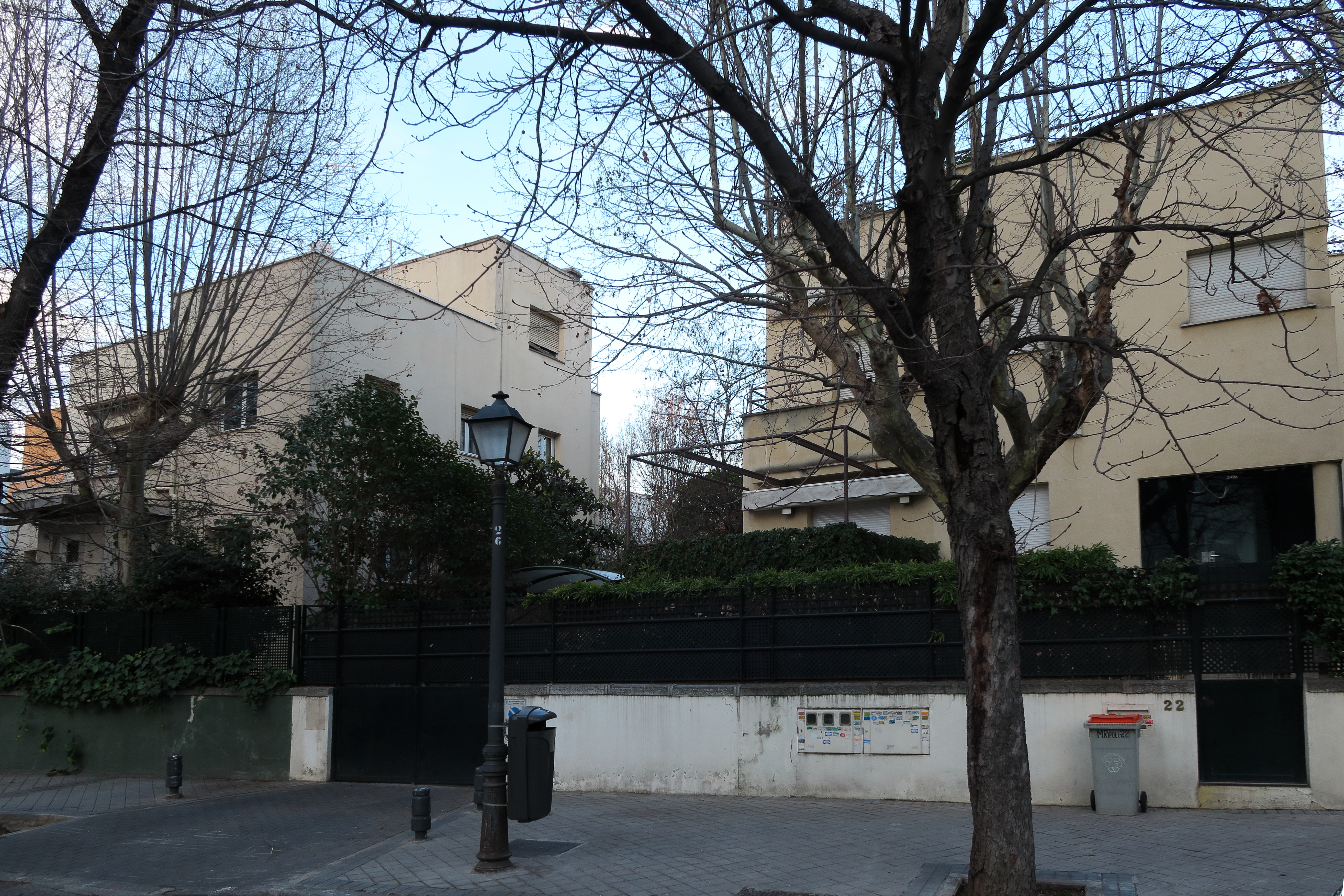
Colonia Parque-Residencia, vivienda típica

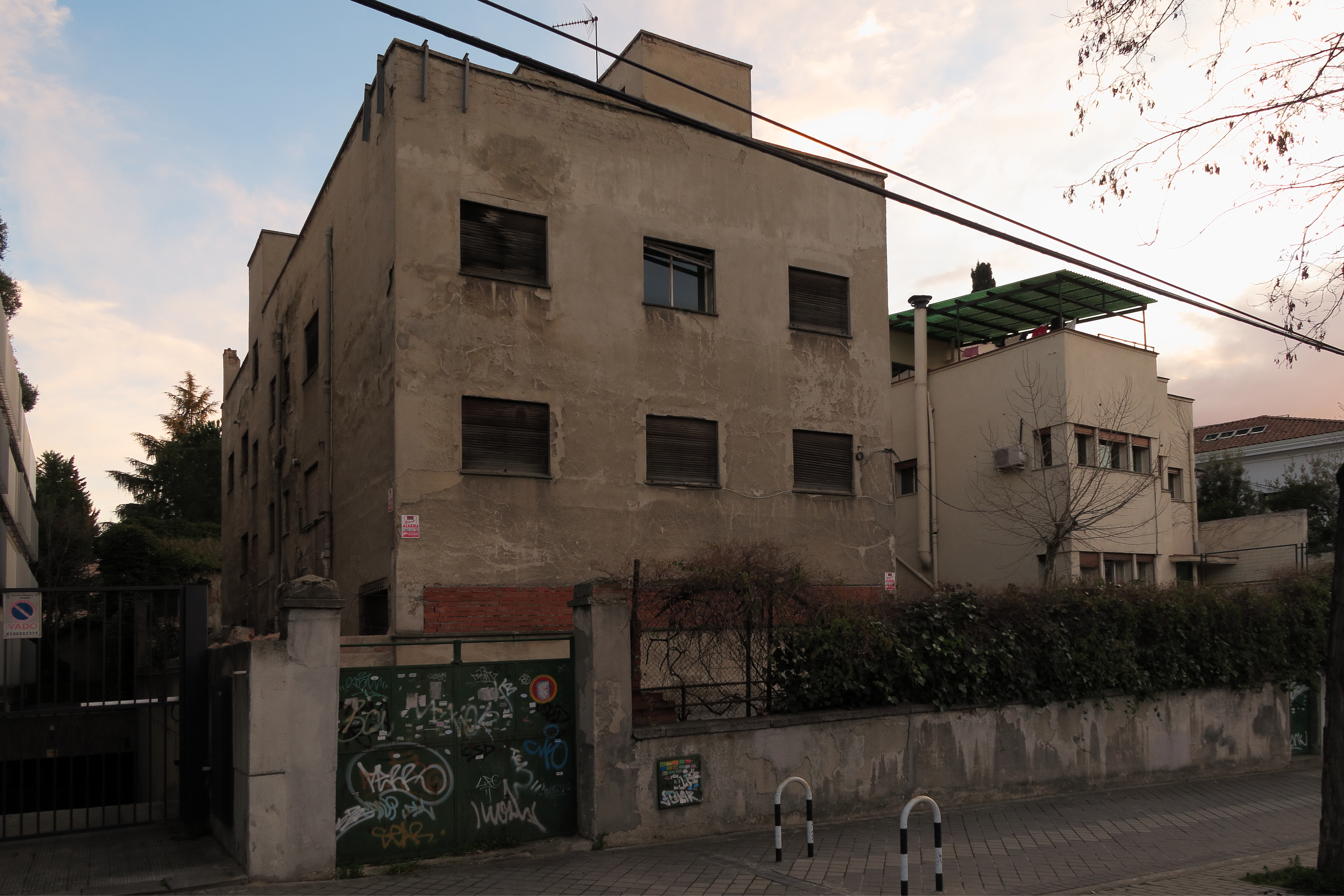
Colonia Parque-Residencia, vivienda típica

La Colonia Parque-Residencia es un conjunto urbano de Madrid diseñado por los arquitectos Rafael Bergamín (quien era también ingeniero de montes) y Luis Blanco-Soler entre 1931-1932. Deciden diseñar esta colonia al amparo de la Ley de las Casas Baratas, compuesta de un conjunto de casas unifamiliares. Emplean el solar del Altos del Hipódromo (ubicado en las cercanías del Hipódromo de la Castellana) que era propiedad de Gregorio Iturbe. Los diseños de los arquitectos siguen los dictados de la arquitectura racionalista de la época. Entre los primeros habitantes de la colonia cabe destacar el arquitecto español Fernando García Mercadal, Fernando Salvador Carreras y el propio diseñador de la colonia Rafael Bergamín.

## Características
El acceso a la colonia se puede hacer desde el Paseo de la Castellana. Las casas se presentan unitarias, en algunos casos en agrupaciones de dos en dos. Las casas poseen un pequeño jardín siguiendo las pautas del movimiento Ciudad Jardín. Las casas no pasan de tres pisos de altura, siendo lo habitual dos pisos. En las cercanías se encuentra la Colonia de El Viso que fue diseñada por Bergamín en 1934 como continuación de la Colonia Parque-Residencia.